# Колтур
Колтур (фар. Koltur) је острво на Фарским Острвима. Налази се између острва Стрејмој и на северу Хестур. Острво има само једно насеље са истим именом. Острво је напуштено 1980их од фармера чија су стада отишла на јужни део острва. Од тада, на острво се вратило 2 становника (1994) и раде на обнови насеља. Највиши врх на острву је Колтурсхамар — 478m.

## Галерија
- Колтур, поглед са острва Стрејмој
- Мапа острва
- Хестур и Колтур